# Heimo von Konstanz
Heimo (1024 erstmals erwähnt; † 18. März 1026) war von 1022 bis 1026 Bischof von Konstanz.

## Leben
Heimo wurde erstmals am 13. Mai 1024 als Teilnehmer der Mainzer Provinzialsynode in Höchst erwähnt. Es wird vermutet, dass er der Hofkapelle Heinrichs II. angehörte, bevor er Bischof von Konstanz wurde. Im September 1024 war er vermutlich an der Wahl König Konrads II. in Kamba beteiligt. Pfingsten 1025 weilte Konrad II. zu Besuch in Konstanz und hielt dort einen Hoftag ab, bei dem deutlich wurde, welch hohen Stellenwert der Sitz Bischof Heimos für die Italienpolitik Konrads II. hatte.
Hermann der Lahme, Mönch, Gelehrter und Chronist des Klosters Reichenau, berichtet in seiner Weltchronik vom Tod Heimos, der am 18. März 1026 an einer Lungenentzündung verstarb. Es ist nicht bekannt, wo er seine letzte Ruhestätte fand.